# Alice et la Fusée spatiale
Alice et la Fusée spatiale (titre original : The Mystery at the Moss-Covered Mansion, littéralement : Le Mystère du manoir recouvert de mousse) est la réécriture du roman Alice et l'Ombre chinoise de la série américaine Alice (Nancy Drew en VO), écrit par Caroline Quine, nom de plume collectif de plusieurs auteurs. Écrit à l'origine par Mildred Wirt Benson en 1941, il a été entièrement réécrit en 1971 par Harriet Adams.
Aux États-Unis, cette nouvelle version a été publiée pour la première fois en 1971 par Grosset & Dunlap, New York, sous le même titre que la version de 1941. En France, il a paru pour la première fois en 1977 avec un nouveau titre chez Hachette dans la collection Bibliothèque verte. Ce roman n'a plus été réédité en France depuis 1999.

## Résumé
Remarque : le résumé est basé sur les éditions cartonnées non abrégées parues de 1977 à 1984 en langue française.
Le client de l'avocat James Roy, le père d'Alice, est accusé d'avoir expédié un camion rempli d'oranges explosives au centre spatial de Cap Kennedy. Il possède un domaine à l'île Merritt, en Floride, où il cultive des oranges. Il explique qu'un de ses camions avait été emprunté à son insu. Afin de glaner les preuves de son innocence, Alice et son père se rendent dans la propriété de M. Billington, tenue par des régisseurs espagnols...

## Personnages

### Personnages récurrents
- Alice Roy : dix-huit ans, fille de l'avoué James Roy, orpheline de mère.
- James Roy : avocat[1] de renom, père d'Alice Roy, veuf.
- Bess Taylor : jeune fille blonde et rondelette, une des meilleures amies d'Alice.
- Marion Webb : jeune fille brune et sportive, cousine germaine de Bess Taylor et une des meilleures amies d'Alice.
- Ned Nickerson : jeune homme brun et athlétique, ami et chevalier servant d'Alice, étudiant à l'université d'Emerson.
- Daniel Evans : ami et chevalier servant de Bess, camarade d'université de Ned.
- Bob Eddleton : ami et chevalier servant de Marion, camarade d'université de Ned.
- Sarah : la fidèle gouvernante des Roy, qui a élevé Alice à la mort de sa mère.

### Personnages spécifiques à ce roman
- M. Billington : client de James Roy.
- Antin Resardo : le régisseur espagnol de la propriété de M. Billington.
- Tina Resardo : femme de Antin Resardo.
- M. et Mme Webster.
- M. Bartlett : agent immobilier.
- Patrice Croft : gardien congédié du Cap Kennedy.
- Herb Baylor : neveu de Sarah, ingénieur au Cap Kennedy.
- Max Ivanson : malfaiteur.
- Fortin : physicien malfaiteur.

## Éditions
- 1977 : Hachette, collection Bibliothèque verte, cartonné (français, version originale). Illustré par Jean-Louis Mercier. Texte français de Anne Joba. 20 chapitres. 182 pages.
- 1984 : Hachette, collection Bibliothèque verte (série hachurée), cartonné (français, version originale). Couverture de Philippe Daure, illustrations intérieures de Jean-Louis Mercier. Texte français de Anne Joba. 20 chapitres. 182 pages.
- 1999 : Hachette, collection Bibliothèque verte no 499, souple (français, version originale). Nouvelle couverture et nouvelles illustrations de Philippe Daure.